# Browston Green
Browston Green – przysiółek w Anglii, w Norfolk. Leży 27.3 km od Norwich i 167.8 km od Londynu. Browston jest wspomniana w Domesday Book (1086) jako Brockestuna.